# Intermarché–Wanty
Intermarché–Wanty (UCI kód: IWA) je belgický profesionální cyklistický tým na úrovni UCI WorldTeam, sponzorovaný francouzským řetězcem supermarketů Intermarché, belgickou strojírenskou společností Wanty a belgickým dodavatelem stavebních materiálů Gobert Matériaux. Tým byl založen v roce 2008 se základnou v Belgii a účastnil se závodů v rámci UCI Continental Circuits a v případě obdržení divoké karty i v rámci UCI World Tour. V září 2020 tým odkoupil licenci zanikajícího týmu CCC Team a od sezóny 2021 je tak klasifikován jako UCI WorldTeam.

## Soupiska týmu
K 1. lednu 2024
- Vito Braet (BEL) (* 2. listopadu 2000)
- Francesco Busatto (ITA) (* 1. listopadu 2002)
- Lilian Calmejane (FRA) (* 6. prosince 1992)
- Kevin Colleoni (ITA) (* 11. listopadu 1999)
- Dries De Pooter (BEL) (* 8. listopadu 2002)
- Alexy Faure Prost (FRA) (* 22. dubna 2004)
- Biniam Girmay (ERI) (* 2. dubna 2000)
- Kobe Goossens (BEL) (* 29. dubna 1996)
- Rune Herregodts (BEL) (* 27. července 1998)
- Arne Marit (BEL) (* 21. ledna 1999)
- Louis Meintjes (RSA) (* 21. února 1992)
- Madis Mihkels (EST) (* 31. května 2003)
- Hugo Page (FRA) (* 24. července 2001)
- Tom Paquot (BEL) (* 22. září 1999)
- Simone Petilli (ITA) (* 4. května 1993)
- Adrien Petit (FRA) (* 26. září 1990)
- Baptiste Planckaert (BEL) (* 28. září 1988)
- Laurenz Rex (BEL) (* 15. prosince 1999)
- Lorenzo Rota (ITA) (* 23. května 1995)
- Dion Smith (NZL) (* 3. března 1993)
- Rein Taaramäe (EST) (* 24. dubna 1987)
- Mike Teunissen (NED) (* 25. srpna 1992)
- Gerben Thijssen (BEL) (* 21. června 1998)
- Taco van der Hoorn (NED) (* 4. prosince 1993)
- Gijs Van Hoecke (BEL) (* 12. listopadu 1991)
- Boy van Poppel (NED) (* 18. ledna 1988)
- Roel van Sintmaartensdijk (NED) (* 8. května 2001)
- Georg Zimmermann (GER) (* 11. října 1997)

## Vítězství na šampionátech
2021
 Estonská časovka, Rein Taaramäe
2022
 Estonská časovka, Rein Taaramäe
 Eritrejská časovka, Biniam Girmay
2023
 Estonská časovka, Rein Taaramäe